# Tillandsia undulifolia
Espèce
Classification phylogénétique
Tillandsia undulifolia Mez est une espèce de plantes à fleurs de la famille des Bromeliaceae originaire d'Amérique du Sud.
L'épithète undulifolia signifie « à feuille ondulée ».

## Protologue et Type nomenclatural
Tillandsia undulifolia Mez in C.DC., Monogr. Phan. 9: 740, n° 85 (1896)
Diagnose originale :
« foliis densissime rosulatis, utrinque punctulatim lepidotis demum fere glabratis, conspicue grosseque undulato-crispatis ; inflorescentia folia superante, furcatim e spicis 2 flabellatis composita ; bracteis imbricatis, dorso (margine prope basin paullo lepidoto excepto) glabris, sepala longe superantibus ; floribus suberectis ; sepalis liberis, valde asymmetricis. »
Type : leg. Lehmann, n° 4921 ; « Columbia vel Ecuador, loco ignoto » ; Holotypus B (Herb. Berol.) .

## Synonymie

### Synonymie nomenclaturale
- Racinaea undulifolia (Mez) H.Luther

### Synonymie taxonomique
- Tillandsia crispa (Baker) Mez[2]

## Écologie et habitat
- Biotype : plante vivace herbacée ; épiphyte[3]
- Habitat : milieux forestiers[3].
- Altitude : 300-1800 m[3].

## Distribution
- Amérique du sud :
  - Colombie[1]? (non[3])
  - Équateur[1],[3]
  - Pérou[3]